# Kålabro
Kålabro är en by i Okome socken,  Falkenbergs kommun. Inom byns gamla ägovidd ligger Rösjön som ingår i Ätrans huvudavrinningsområde. 